# Douve (dopływ La Manche)
Douve (lub Ouve) – rzeka we Francji, przepływająca przez teren departamentu Manche, o długości 78,6 km. Uchodzi do kanału La Manche.